# Hildegardo Velloso
Hildegardo Leão Veloso (São Paulo, 1899 – Rio de Janeiro, 1966) foi um escultor brasileiro.

## Histórico
Estudou escultura e modelagem com Rodolfo Bernardelli, no Rio de Janeiro. Assinava  as suas obras como H. Leão Veloso.
Participou da Semana de Arte Moderna de 1922, em São Paulo, com outros escultores como Victor Brecheret e W. Haerberg, embora a sua obra não apresente traços do modernismo.
De reconhecido valor artístico, exerceu a livre-docência da cadeira de escultura da antiga Escola Nacional de Belas Artes, a partir do ano de 1950.

## Obras
Em 1925, com o francês Jean Magrou, elaborou as esculturas esculpidas em mármore de Carrara que adornam os túmulos de D. Pedro II e da Imperatriz Teresa Cristina, na Catedral de Petrópolis.

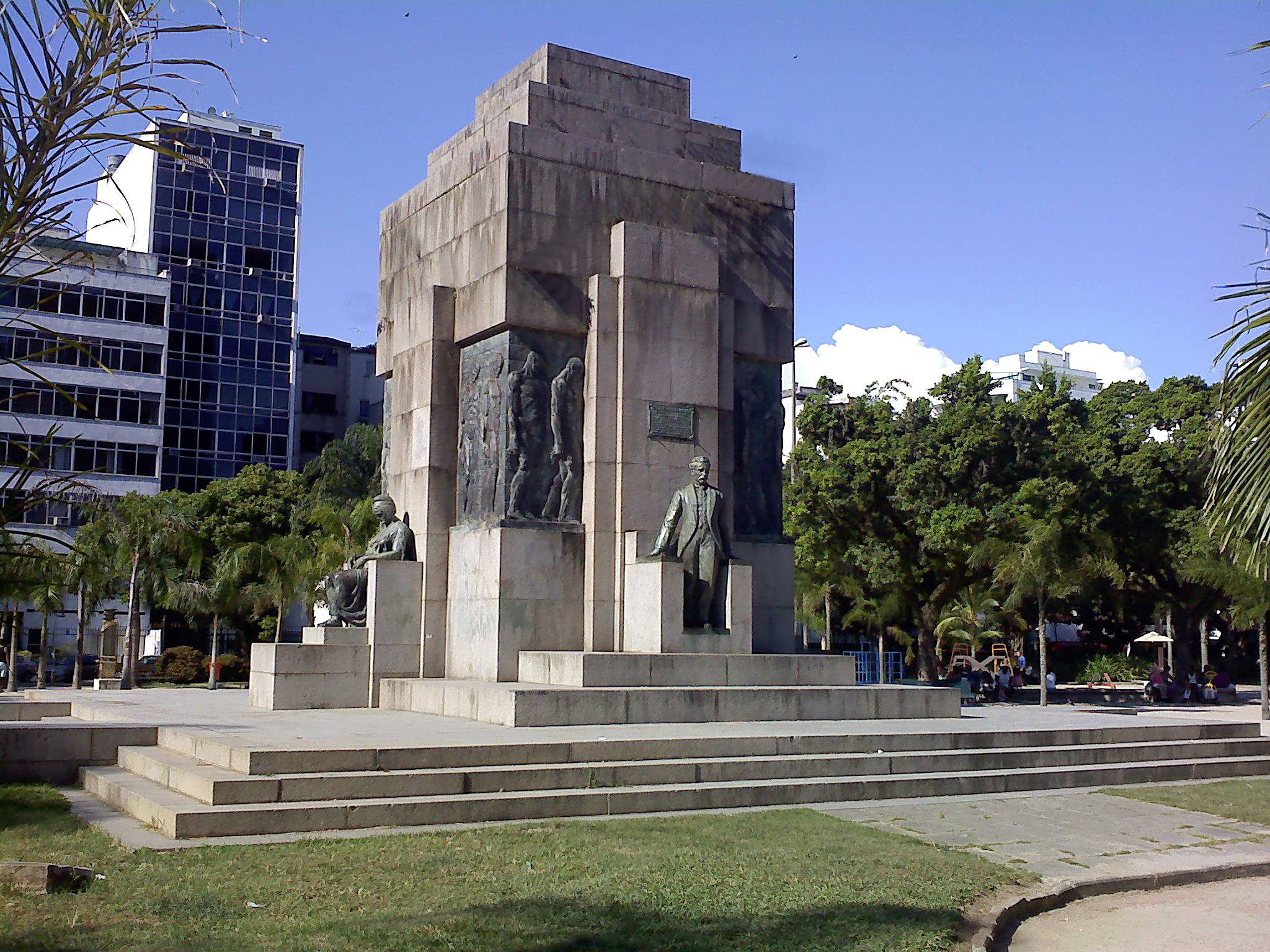
Monumento ao Senador Pinheiro Machado - Ipanema, Rio de Janeiro.

Em 1928 foi o escultor do mausoléu da Marinha Brasileira do Cemitério de São João Baptista (Rio de Janeiro), aos mortos da DNOG na Grande Guerra 1914-1918.
Em 1931 foi o escultor da imponente obra dedicada ao Senador Pinheiro Machado, na Praça Nossa Senhora da Paz, por encomenda da Câmara dos Deputados.
Foi o autor da estátua eqüestre do General Osório, inaugurada na Praça da Alfândega, em Porto Alegre, no ano de 1933.
Autor do projeto vencedor da estátua do Almirante Marquês de Tamandaré, Patrono da Marinha do Brasil, cuja cerimônia inaugural ocorreu em 28 de dezembro de 1937, na Praia de Botafogo, no Rio de Janeiro.
Em Santa Catarina , por encomenda do Governador Nereu Ramos, o escultor entregou em 1943 as obras que adornaram o túmulo do poeta Cruz e Sousa e, em Laguna, o monumento de 11,5 metros de altura em homenagem a Getúlio Vargas.
O Presidente Juscelino Kubitschek inaugurou em Volta Redonda, no Rio de Janeiro, a 27 de janeiro de 1957, outro monumento de sua autoria dedicado ao Presidente Vargas.
É ainda de sua autoria a estátua de Clóvis Beviláqua, situada na praça homônima, no centro de Fortaleza, Ceará.
Vencedor do concurso internacional para o panteão do General Urquiza, fez inúmeros bustos, entre eles os de Rui Barbosa, Aurelino Leal e Jackson de Figueiredo, entretanto, a falta de dados, faz com que os estudiosos não saibam ao certo o número de obras apresentadas pelo escultor.
Hildegardo Leão trabalhou na Cerâmica Itaipava, fundada na cidade de Petrópolis por Alfredo Augusto da Costa e Henri Grenot.